# Albin Tilling
Gustaf Albin Tilling, född 8 maj 1898 i Sala, Västmanlands län, död 21 juli 1990 i Farsta, var en svensk överingenjör.

## Biografi
Albin Tilling var son till ingenjör Gustaf Tilling och Mathilda Wahlbom. Efter ingenjörsexamen vid Örebro tekniska gymnasium 1919 blev han konstruktör vid Enköpings verkstad 1921 och var verkstadsingenjör vid Hedemora verkstad från 1929 samt från 1937 verkstadschef vid Motala verkstad. Han gick 1939 över till Fläktverkstads AB Bahco i Enköping, där han var chef över avdelningen för industriell luftteknik 1953–1963. Han var ledamot av stadsfullmäktige och vice ordförande i Enköpings byggnadsnämnd.

### Familj
Albin Tilling gifte sig första gången 1925 med Margarethe Fiedler (1900–1974) från Tyskland och fick barnen Barbro (född 1927), Ingrid (född 1929), Gunnar (född 1933) och Lars Tilling (född 1940). Han gifte sig andra gången 1975 med Kristina Margareta Hedlund (1910–1989).
Albin Tilling var kusin till läkaren Gunnar Tilling.